# Рододендрон Августина
Рододендрон Августина (лат. Rhododéndron augustinii) — вечнозелёный кустарник, вид подсекции Triflora, секции Rhododendron, подрода Rhododendron, рода Рододендрон (Rhododendron), семейства Вересковые (Ericaceae).
Китайское название: 毛肋杜鹃 mao lei du juan.
Используется в качестве декоративного садового растения.

## Этимология
Этот вид назван в честь ботаника Августина Генри, впервые собравшего образцы этого растения. Августин Генри (1857—1930) был первым европейцем, обнаружившим и отправившим образцы этого растения в Кью в Лондоне.
В 1899 году он прошел подготовку в качестве помощника санитарного врача и был отправлен работать в Китай, в таможенную службу в Шанхае в 1881 году. Оттуда в 1882 году он был отправлен в Ичан, а затем в провинции Сычуань и Юньнань, где им и был обнаружен новый вид рододендрона. В Китае А. Генри исследовал растения, используемые в китайской медицине. За время работы в Китае А. Генри собрал около 15000 образцов растений, включая семена.

## Распространение и экология

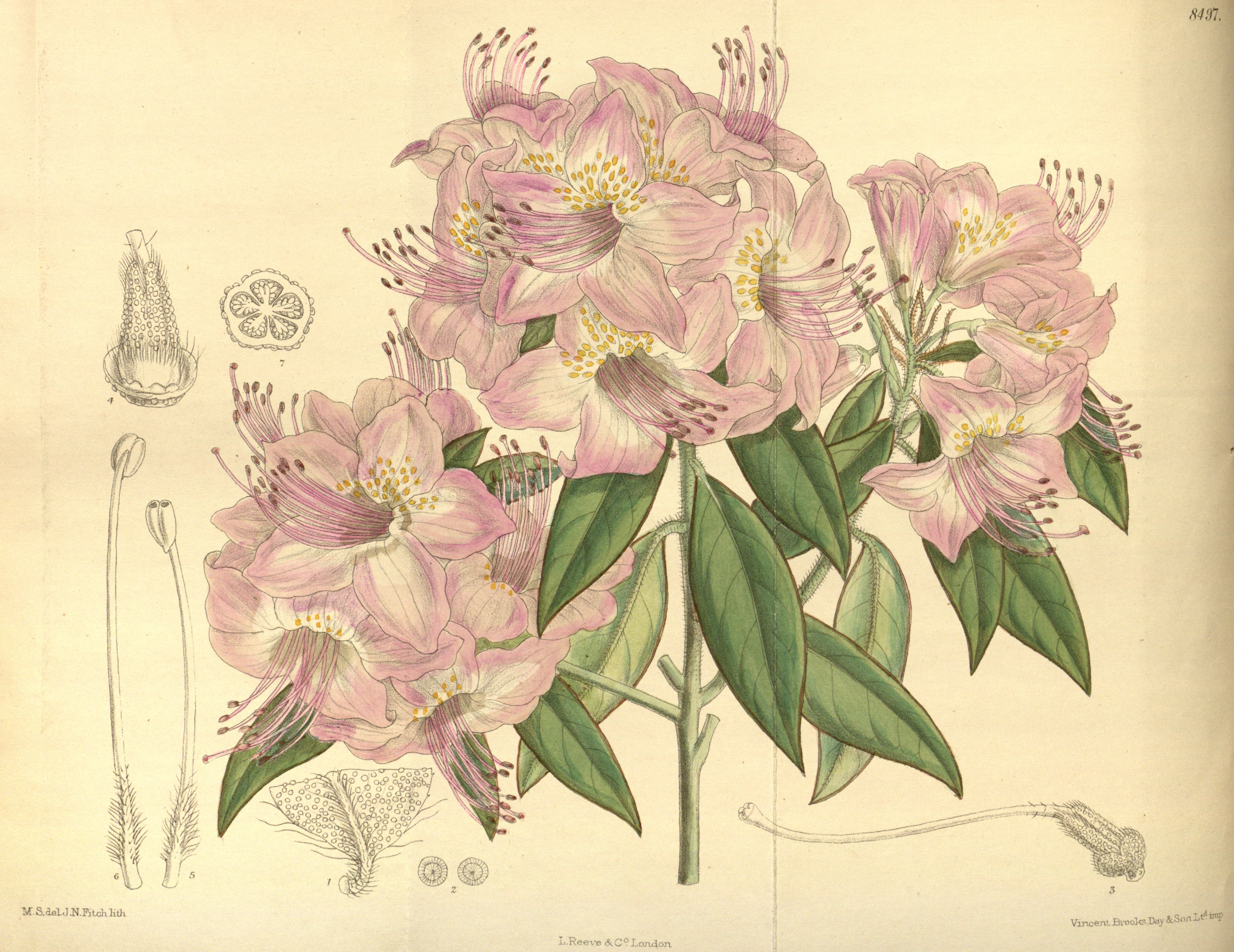
Ботаническая иллюстрация Rh. augustinii из Curtis's Botanical Magazine, 1913 г.

В природе встречается в Китае в провинциях Ганьсу, Хубэй, Шэньси, Сычуань, Юньнань, на высотах 1000—3400 (—4200) метров над уровнем моря. Леса, заросли на скалистых участках.

## Ботаническое описание

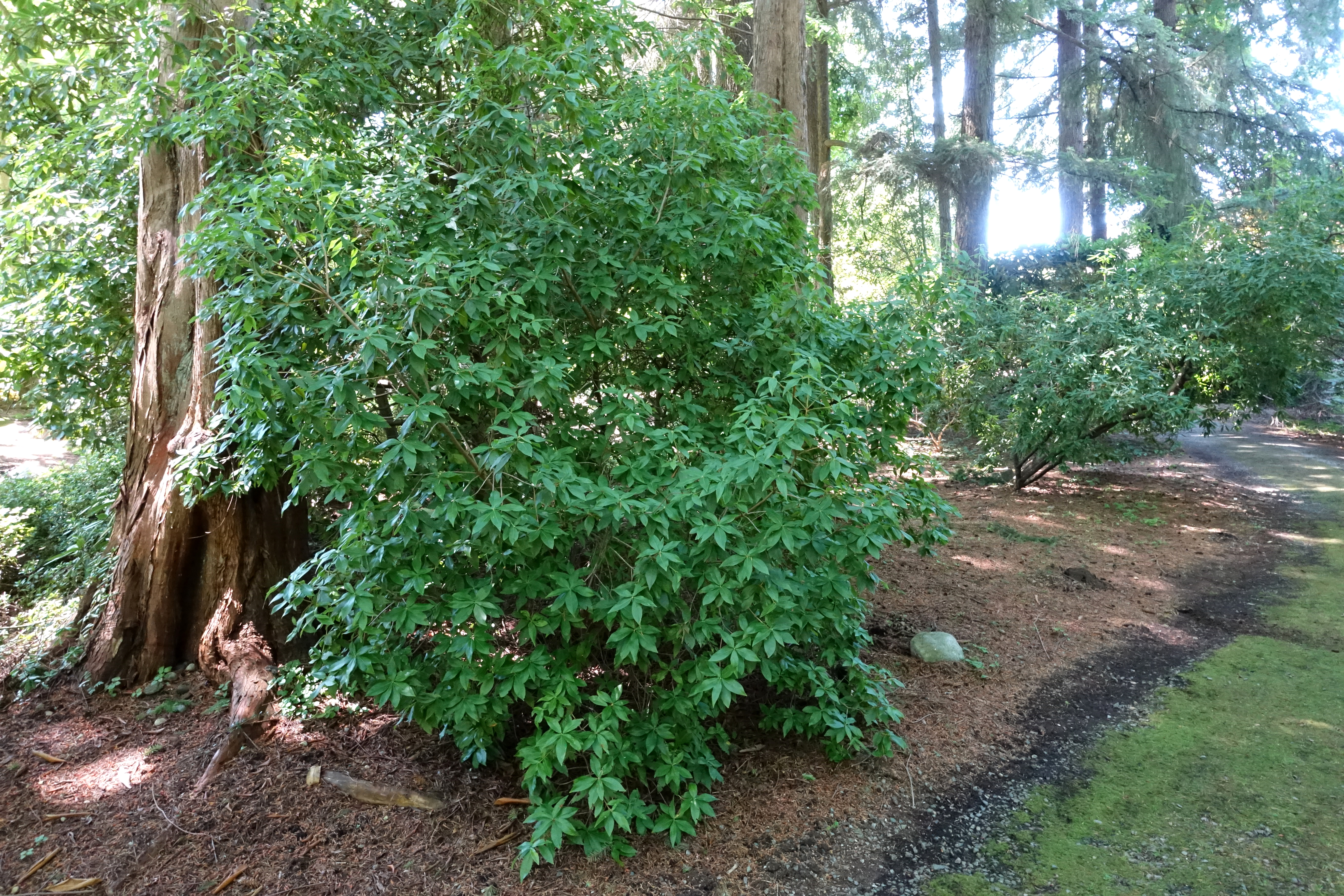
Rh. augustinii 'Cox's Silver'

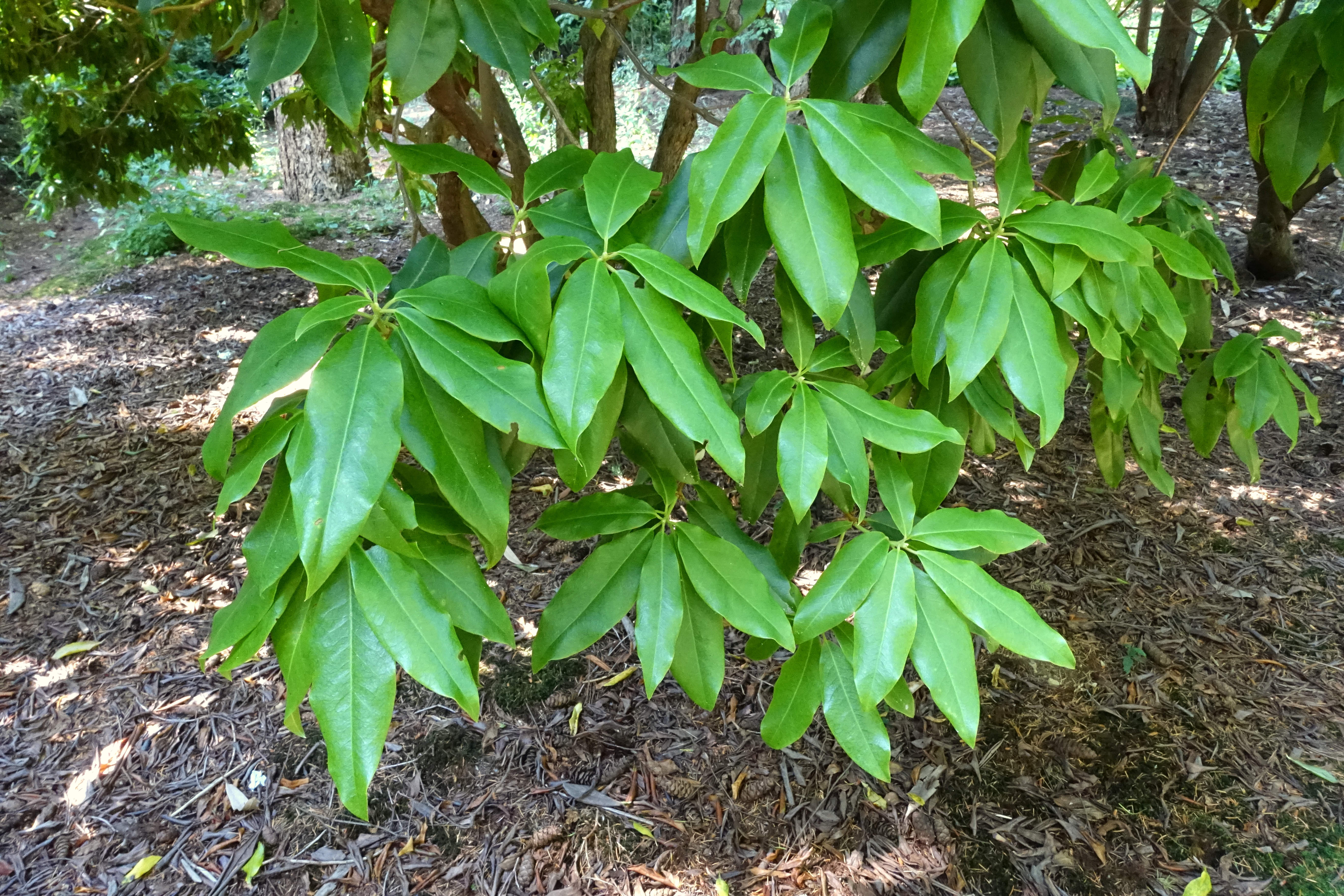
Rh. augustinii

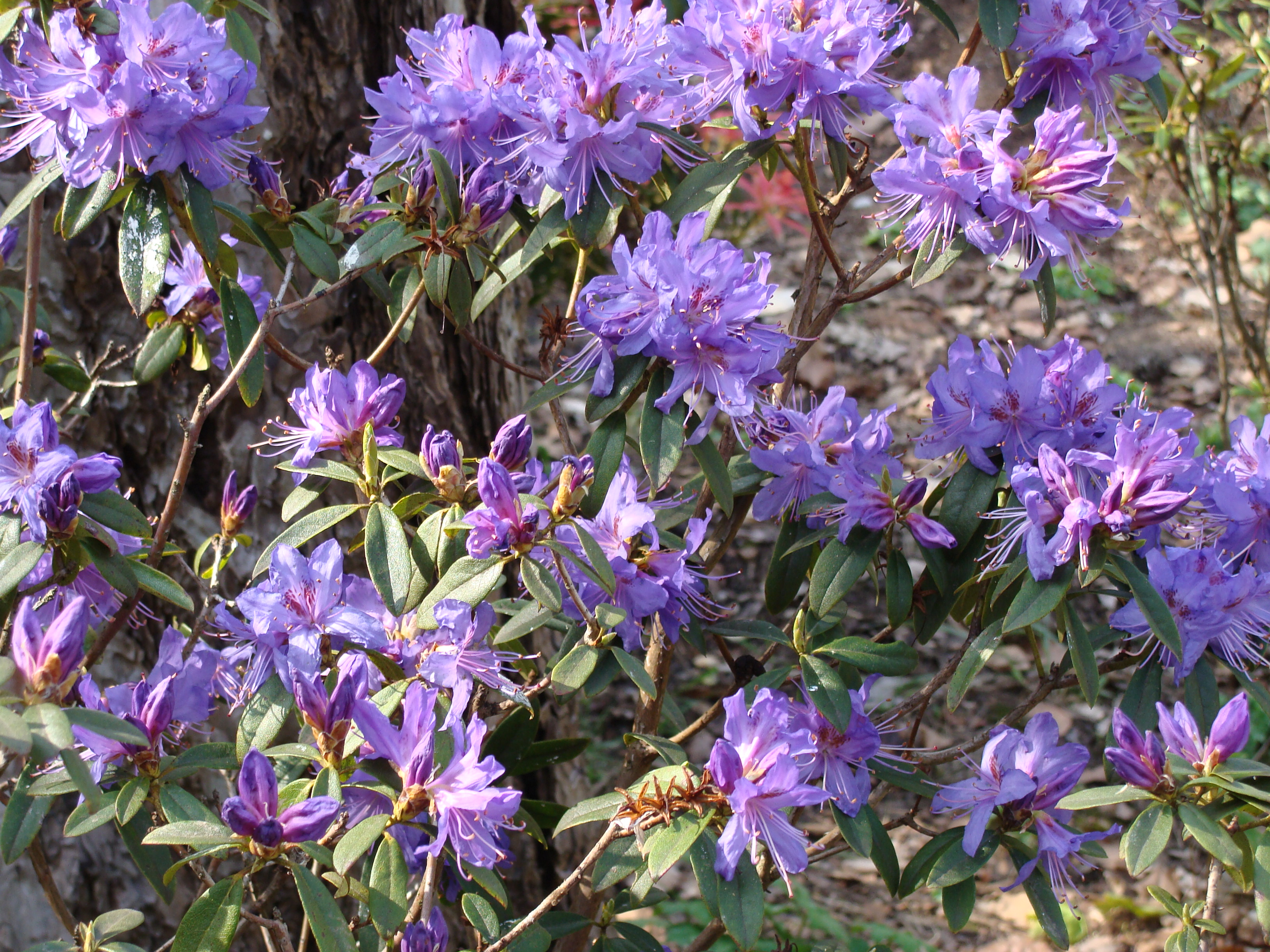
Rh. augustinii

Кустарник, 1—5 м в высоту; молодые побеги чешуйчатые, густо опушённые.
Черешок листа 3—5 (—10) мм; листовые пластинки эллиптические, продолговатые или продолговато-ланцетные, 3—7 × 1—3,5 см, остроконечные.
Соцветие верхушечное, зонтичные, 2—6-цветковые. Цветоножки 0,8—1,5 см, негусто чешуйчатые, опушённые или голые; доли чашечки 0,5—2 мм, округлые или треугольной формы, плотно чешуйчатые, густо опушенные или голые; венчик широко воронковидно-колокольчатый, от синего до лавандового цвета, иногда бледно-розовато-фиолетовй или белый, 3—3,5 см. Тычинки неравной длины, 2,5—3,5 см, длиннее венчика. Завязь 5-гнёздная, плотно чешуйчатая.
Цветение в апреле-мае. Семена созревают в июле-августе.
2 подвида:
- Rh. augustinii subsp. augustinii (Batalin) H. Hara
- Rh. augustinii subsp. chasmanthum (Diels) Cullen

## В культуре
Известен с 1901 года. Как только Рододендрон Августина оказался в Англии, он стал хитом и в 1920 году отмечен премией Award of Garden Merit. Садоводов он привлекал в первую очередь чистотой синего цвета. Позже были собраны несколько форм отличающихся особенностью окраски цветков. Давидом Лайонелем де Ротшильдом созданы сорта путём скрещивания этих форм между собой (Rhododendron Electra Group). В дальнейшем рододендрон Августина был скрещен с рядом других видов и сортов рододендронов,в результате чего получены новые и необычные по окраске сорта  'Blue Diamond',  'Blaney’s Blue',  'St. Breward' и многие другие. При скрещивании рододендрона Августина с рододендроном плотным получен известный мелколистный и мелкоцветковый сорт 'Blue Tit' с почти голубыми цветками.
В Латвии интродуцирован в 1956 году (на зиму рекомендуется укрывать). Очень декоративен. Культивируется редко (в Риге).
Зоны морозостойкости — 7. Выдерживает понижения температуры до −18 °С.
Неприхотлив. Выращивается на хорошо дренированных, рыхлых кислых почвах. Мульчирование обязательно.